# Martynowskoje (obwód wołogodzki)
Martynowskoje (ros. Мартыновское) – wieś w Rosji, w rejonie charowskim obwodu wołogodzkiego. W 2021 r. była niezamieszkana.